# Alfonso García Robles

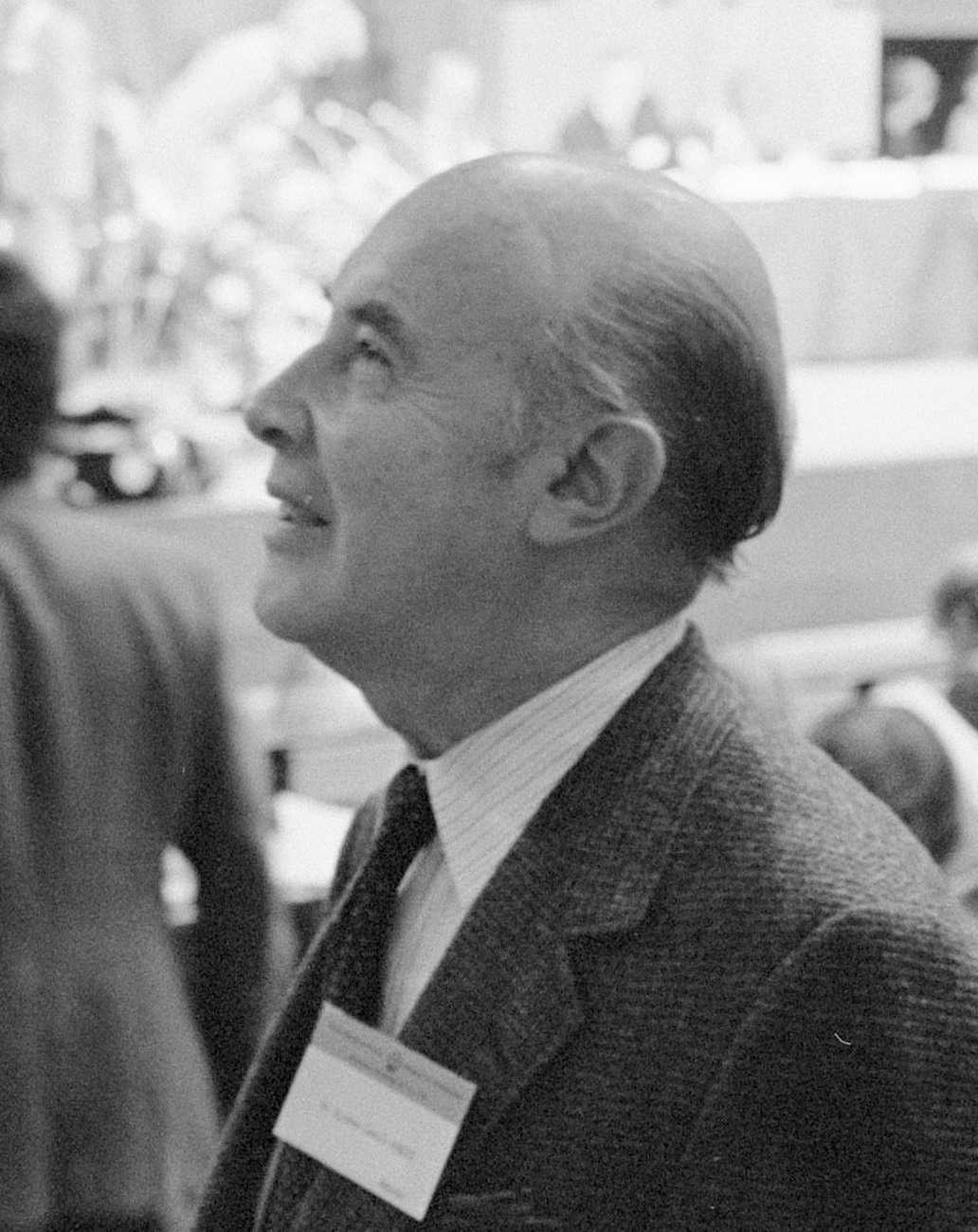
Alfonso García Robles (1981)

Alfonso García Robles (* 20. März 1911 in Zamora de Hidalgo, Michoacán; † 2. September 1991 in Mexiko-Stadt) war ein mexikanischer Diplomat und Politiker. Im Jahr 1982 bekam er mit der Schwedin Alva Myrdal (der Frau von Gunnar Myrdal) den Friedensnobelpreis für seine Verdienste um die Abrüstung.

## Diplomatische Karriere
Alfonso García Robles studierte nach seinem Schulbesuch Rechtswissenschaften in Mexiko-Stadt. Danach ging er nach Europa und studierte in Den Haag und Paris Völkerrecht. Seinen Diplomatendienst begann er im Jahr 1939 als Mitarbeiter der mexikanischen Botschaft in Schweden; er blieb dort bis zum Jahr 1941. Danach wurde er Verantwortlicher für politische Angelegenheiten der Zentrale des mexikanischen diplomatischen Dienstes bis 1946.
Von 1946 bis 1957 ging er zu den Vereinten Nationen (UNO) und wurde Direktor des Generalsekretariats. Sein Aufgabenbereich umfasste vor allem den Nahen Osten und so wurde die Schaffung des Staates Israel 1948 zu einer seiner ersten Aufgaben bei der UNO. Ab 1958 übernahm er die Leitung der Sektion Europa, Asien und Afrika im mexikanischen Außenministerium. Von 1962 bis 1964 war er Botschafter in Brasilien, danach bis 1971 Secretario de Relaciones Exteriores (Außenminister).
Von 1971 bis 1975 wurde Alfonso García Robles Botschafter bei den Vereinten Nationen und vertrat dort den Staat Mexiko. Zwischen 1975 und 1976 war er Außenminister von Mexiko. 1977 wurde er der ständige Vertreter von Mexiko beim Abrüstungskomitee der UN. Dabei spielte er eine wichtige Rolle bei der Unterzeichnung des Vertrages von Tlatelolco, welches Lateinamerika zu einer atomwaffenfreie Zone machte. Auch bei der UNO-Sonderkonferenz, die 1978 erstmals stattfand, profilierte er sich vor allem als Rüstungsgegner. In der Folge wurde er 1985 zum Vorsitzenden des UN-Abrüstungskomitees gewählt.
Im Rahmen dieser Tätigkeit war er vor allem Wegbereiter der Abrüstungsgespräche zwischen den USA und der Sowjetunion, die 1985 ihre seit zwei Jahren unterbrochenen Gespräche wieder aufnahmen. In den Jahren 1986 und 1987 kam es dann zu einem Vertragsschluss zwischen dem US-Präsidenten Ronald Reagan und dem sowjetischen Staatschef Michail Gorbatschow, bei dem beide der Vernichtung eines Teils ihrer Atomwaffen zustimmten. Im Jahr 1991 wurde dies auf etwa 30 Prozent der Waffen konkretisiert, außerdem wurde 1990 ein Vertrag zwischen dem Warschauer Pakt und der NATO zur Begrenzung konventioneller Streitkräfte in Europa unterzeichnet, der 1992 in Kraft trat.